# Resilin
Resilin ist ein langkettiges Protein, das oft in der Natur vorkommt, vor allem bei verschiedenen Arthropoden. Es hat gummiartig elastische Eigenschaften (ähnlich Elastin); daher lässt sich das Protein auf die dreifache Länge ausziehen, ohne zu brechen. Die Proteinketten sind durch Brücken aus di- und trimerem Tyrosin vernetzt.
Vor allem Insekten nutzen seine hervorragenden elastischen Eigenschaften. Beispiele:
- Bei den Libellen bildet Resilin ein Mikrogelenk, das bis zu einer Million Flügelschläge aushält, ohne zu reißen oder zu verspröden.
- Das Resilin-Gelenk ermöglicht Hummeln das Abheben trotz des schweren Körpers.[3]
- Auch Flöhe haben Resilin in den Hinterbeinen. Bei ihnen dient es als kurzzeitiger Energiespeicher, da Muskeln nicht in der Lage sind, schnell genug zu kontrahieren.
- In Taufliegen wurde Resilin mittels Konfokalmikroskopie bei einer Autofluoreszenz-Wellenlänge von 405 nm in (Über-)Biegungslinien der Flügel nachgewiesen[4]

Untersuchungen zu den technischen Eigenschaften von Resilin wurden bereits von Stanislav Gorb vom Max-Planck-Institut für Materialforschung vor einigen Jahren durchgeführt.
Schon lange wünscht sich die Humanmedizin einen solchen Supergummi. Aber erst in jüngster Zeit (2005) ist es australischen Forschern der Commonwealth Scientific and Industrial Research Organisation (CSIRO) in St. Lucia gelungen, den Stoff künstlich zu erzeugen. Ob der Stoff tatsächlich einsetzbar ist, wird vor allem von den Abstoßungsreaktionen des menschlichen Organismus abhängen.
Die Substanz wurde in den 1950er Jahren von Torkel Weis-Fogh bei Insekten entdeckt.